# Burg Ottmachau

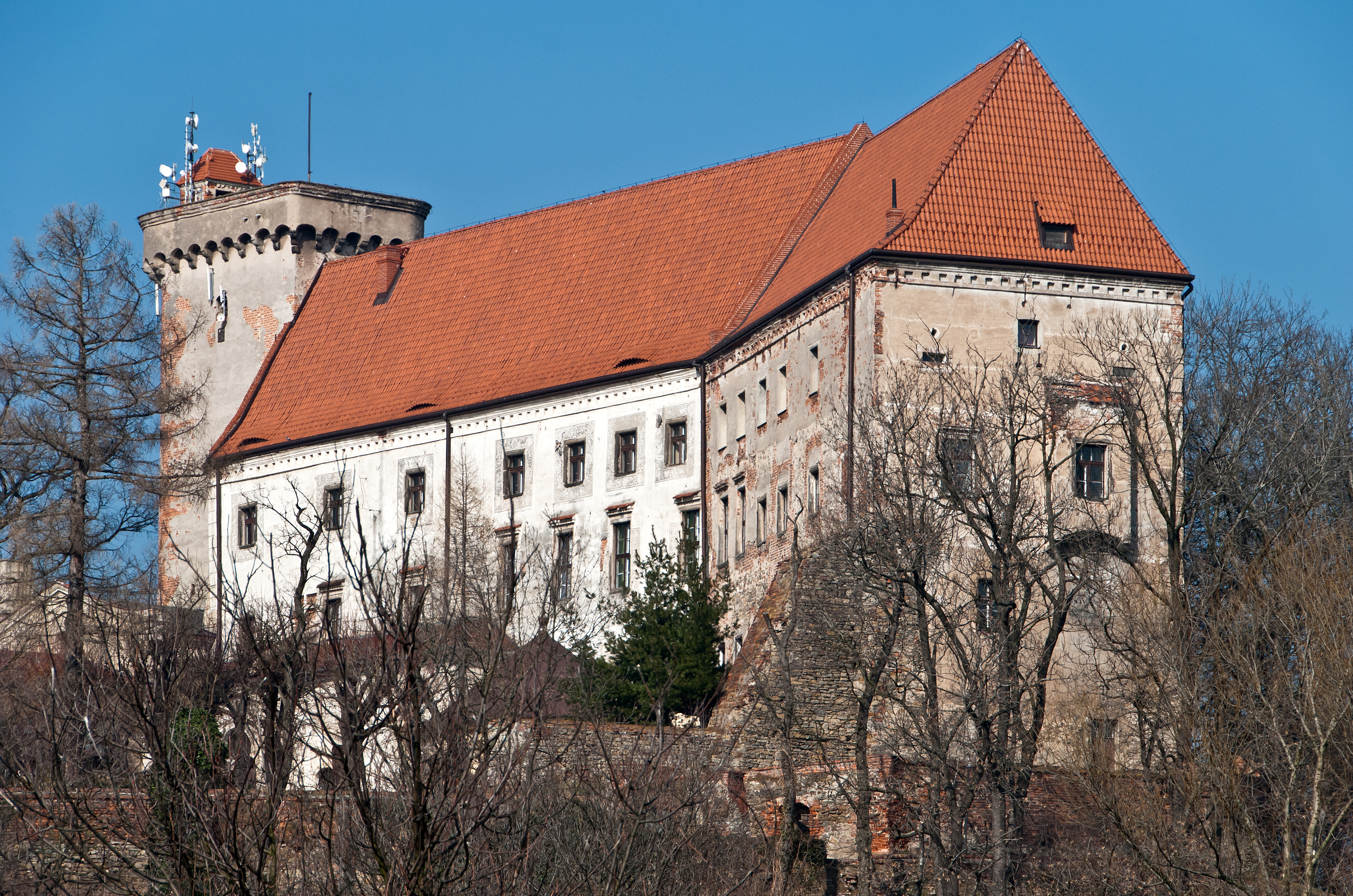
Burg Ottmachau (2014)

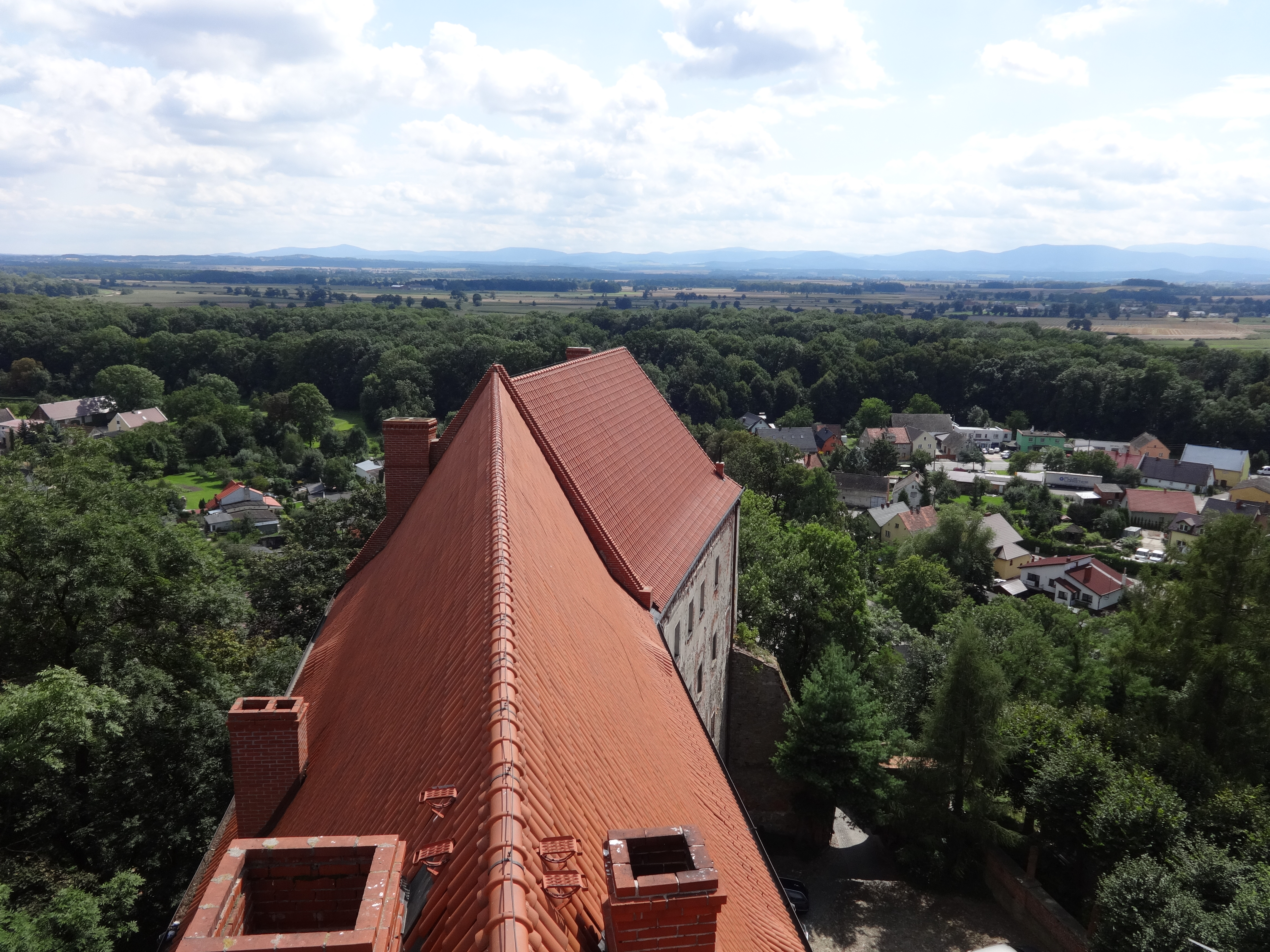
Blick über Ottmachau in Richtung Süden

Die Burg Ottmachau gehört zu den ältesten Burgen Schlesiens und wurde schon Mitte des 12. Jahrhunderts als Kastellanei des Bistums Breslau genannt.  Sie war eine Burg der Breslauer Bischöfe und später bis zur Säkularisation im Jahre 1810 ein wichtiges Residenzschloss am Südrand des Bistumslandes. Im Jahr 1820 ging sie mit dem zugehörigen Vorwerk Ottmachau, auch Klein-Vorwerk genannt, als Dotation für politische Verdienste als preußischer Diplomat und Minister in das Eigentum  Wilhelm von Humboldts und dessen Familie über. Seit der Aufgabe des Gutes wegen des Ottmachauer Staubeckens ist die Burg im Besitz der Stadt und wird als Hotel betrieben.

## Geographische Lage
Die Burg Ottmachau liegt in der Region Oberschlesien an der Glatzer Neiße am südlichen Stadtrand der gleichnamigen Stadt, poln. Otmuchów, etwa 15 Kilometer westlich von Neisse und 70 Kilometer südwestlich von Oppeln sowie wenige Kilometer östlich der Grenze zu Niederschlesien.

## Geschichte

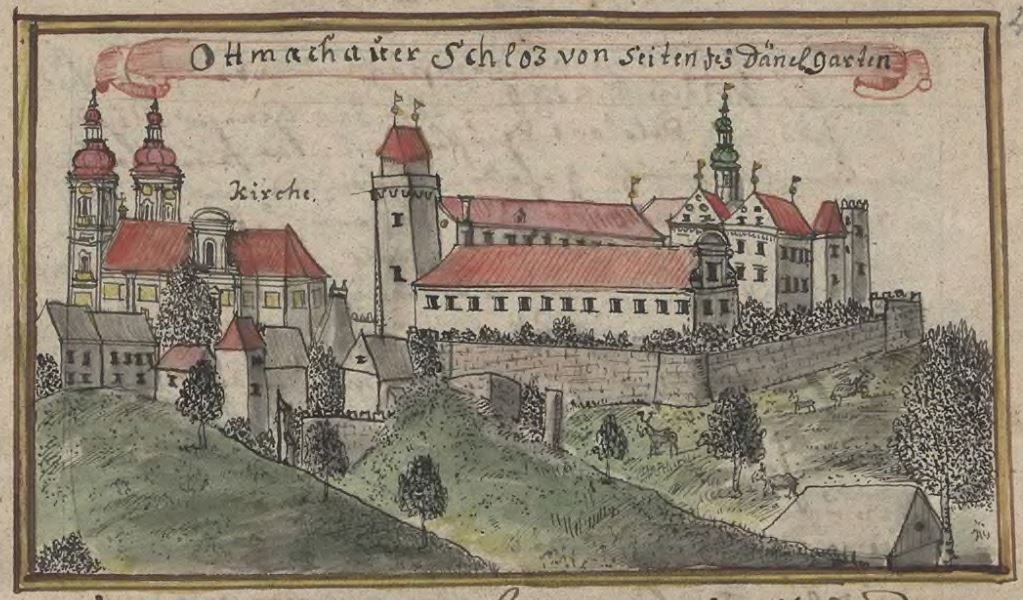
Zeichnung der Burg aus der Mitte des 18. Jahrhunderts

Die Burg gilt als Wahrzeichen der Stadt und ist ein Symbol für  etwa  800 Jahre gemeinsame Geschichte mit dem Breslauer Bistum,   
die bis zur Gründung des Breslauer Bistums im Jahre 1000 zurückreichen könnte, sicher aber seit dem  Jahr 1155 besteht, als Papst Hadrian IV. die Burg samt Umgebung durch eine Schutzurkunde unter die Herrschaft der Breslauer Bischöfe stellte. In dieser ältesten Papsturkunde für Schlesien führte der Papst 15 Kastellaneien auf, darunter die Kastellanei Ottmachau mit zugehörigem Grundbesitz.
Das Bestehen der Burg bezeugt auch die Bulle des Papstes Innozenz IV. aus dem Jahre 1245, in der die Burg nebst Markt, Gütern und Zubehör angeführt wird. Ein Dokument aus dem Jahr 1261 bestätigt die Anwesenheit eines Kastellans. Aufgrund des Berichtes des Chronisten Jan Dlugosz über den Mongolenüberfall in Schlesien kann man annehmen, dass die Burg Ottmachau 1241 zerstört wurde. Seit der zweiten Hälfte des 12. Jahrhunderts musste dieser Wehrbau eine wichtige Verteidigungsrolle übernehmen, denn auch die Breslauer Bischöfe suchten dort öfter Zuflucht, so auch Bischof Thomas II. in der Zeit seines Konfliktes mit dem schlesischen Herzog Heinrich IV. von Breslau am Ende des 13. Jahrhunderts. Schon für seinen Vorgänger Bischof Thomas I. war Ottmachau eine spezielle Burg (Urkunde von 1263: „castelania specialis“) des Bistums, und Thomas II. nannte sie 1283 den Spezialbesitz des Bistums. Beide vermuteten, dass sie von Anfang an zum Bistumsbesitz gehört hatte.
Im Jahre 1290 verlor die Burg allmählich ihre Vorrangstellung im Bistumsland an der Neiße, sie blieb aber eine wichtige Wehranlage an der Südgrenze des Besitzes. In dem vergrößerten Bistumsland trugen die Bischöfe im 14. Jahrhundert die Titel Fürst von Neisse und Herzog von Grottkau und wurden so zu Fürstbischöfen mit Landeshoheit über ihren weltlichen Besitz.

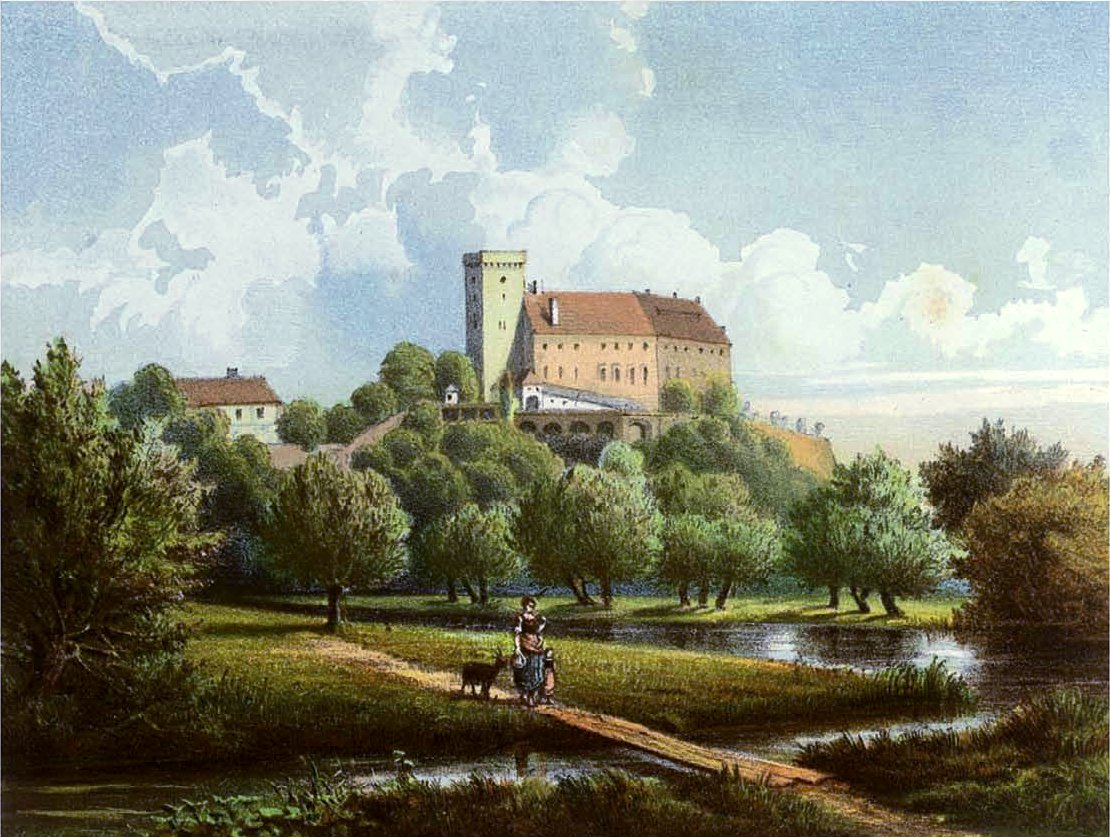
Darstellung der Burg Ottmachau aus der Mitte des 19. Jahrhunderts

Dieses neue Kapitel in der Geschichte der mittelalterlichen Burg eröffnete der Breslauer Bischof Preczlaw von Pogarell von 1342–1376. Durch die geschickte Erweiterung des Territorialbesitzes und gute Wirtschaftsführung wurde die Diözese Breslau unter seinem Episkopat als das „goldene Bistum“ bezeichnet. Er hatte auch maßgeblich die Inkorporation Schlesiens 1344 unter den Schlesischen Piasten an die Krone Böhmens und damit mittelbar an das Reich unterstützt.
Die Burg wurde unter ihm weiter ausgebaut und auch für Hofhaltungzwecke eingerichtet. Im nunmehrigen Bischofsschloss wurden Schätze und Kostbarkeiten aufbewahrt. Andererseits verlor die Burg und die neu angelegte Stadt Ottmachau, die deutsches Recht erhalten hatte, die Vorrangstellung im Bistumsland, weil andere Ländereien (1344 Grottkau) und Burgen, zum Beispiel Jauernig, dazukamen. Für das Jahr 1352 ist Elger Speil als Burggraf von Ottmachau belegt.
Die Hussiten beraubten und verheerten im 15. Jahrhundert die Stadt Ottmachau. Zwei Jahre später, 1430, wurde das Schloss zu ihrem Ziel, entgegen ihren Erwartungen erwies sich die Eroberung als sehr einfach, man gab ihnen Geld für die Gewährung freien Abzugs. Die Hussiten waren mehrere Jahre im Besitz des Schlosses und verstärkten seine Verteidigungsfunktion. Aber bald wurde ihnen bewusst, welche Bedeutung diese Burg für das Breslauer Bischofsland darstellte. Sie verließen das Schloss für die Summe von 1100 Schock böhmische Groschen. In den Jahren 1484–1485 baute der Bischof Johann IV. Roth das Objekt ein letztes Mal im ausgehenden Mittelalter um.

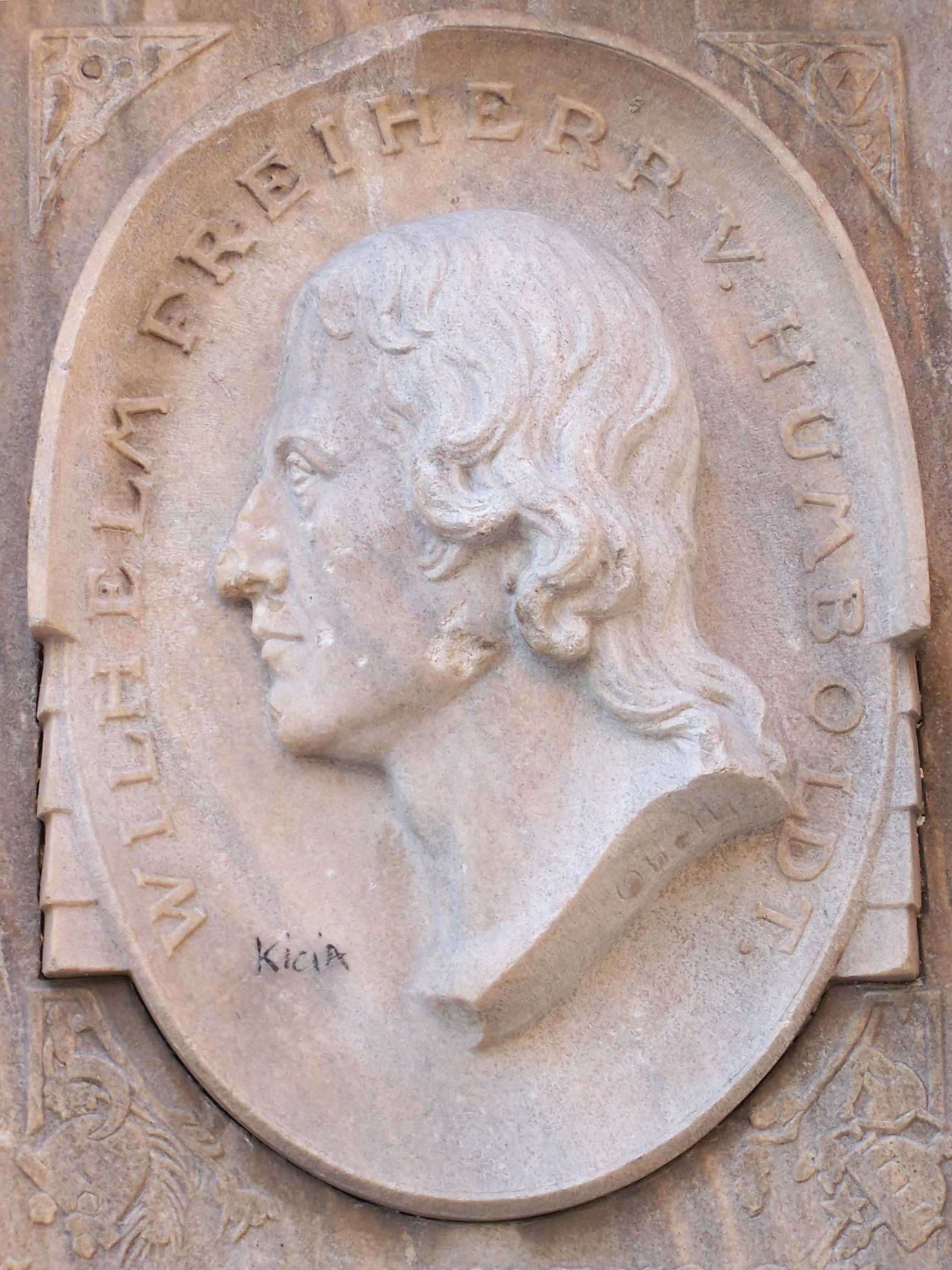
Wilhelm von Humboldt

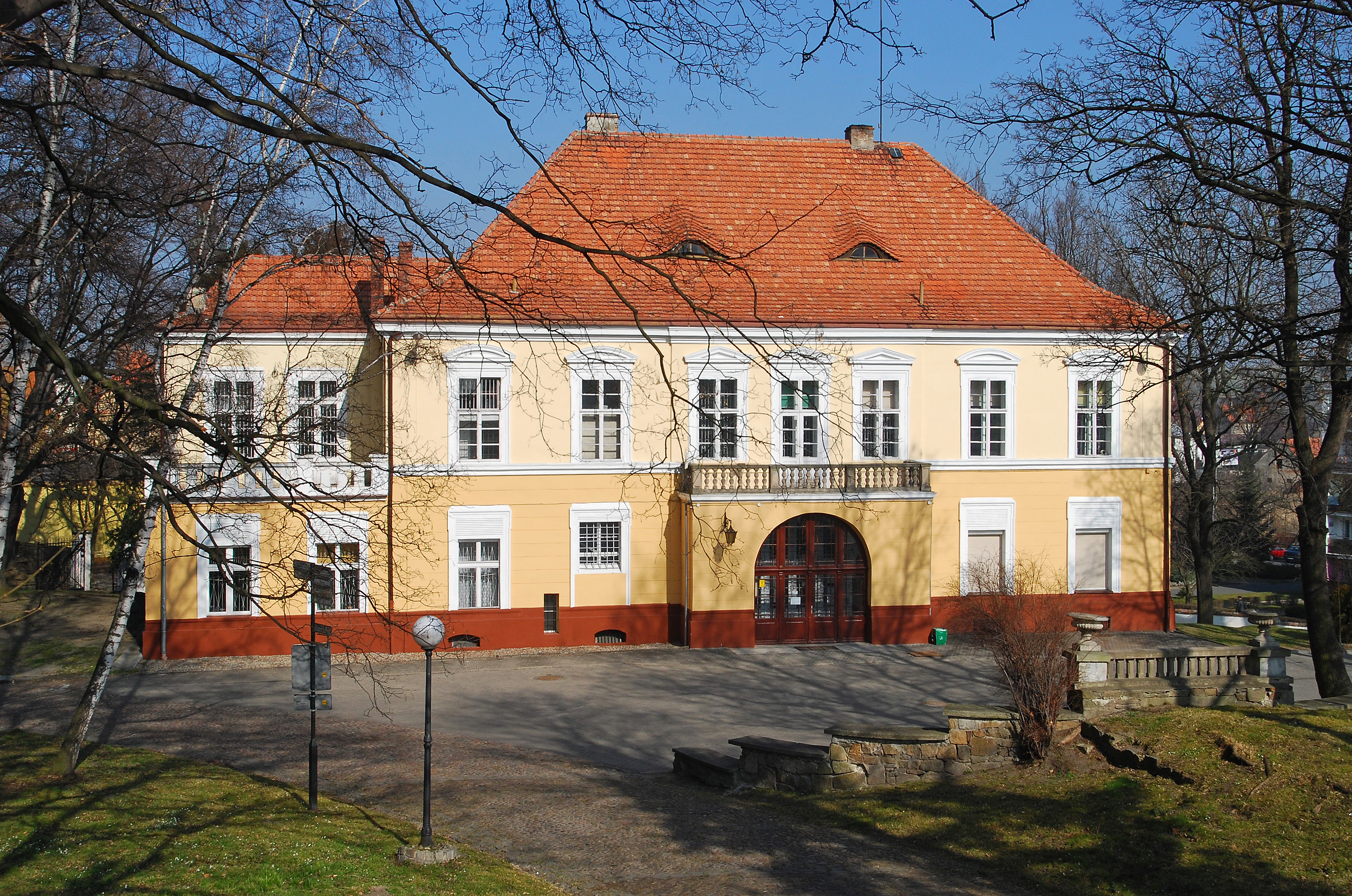
Barockes Schloss von 1707 – heute Sitz der Stadtverwaltung

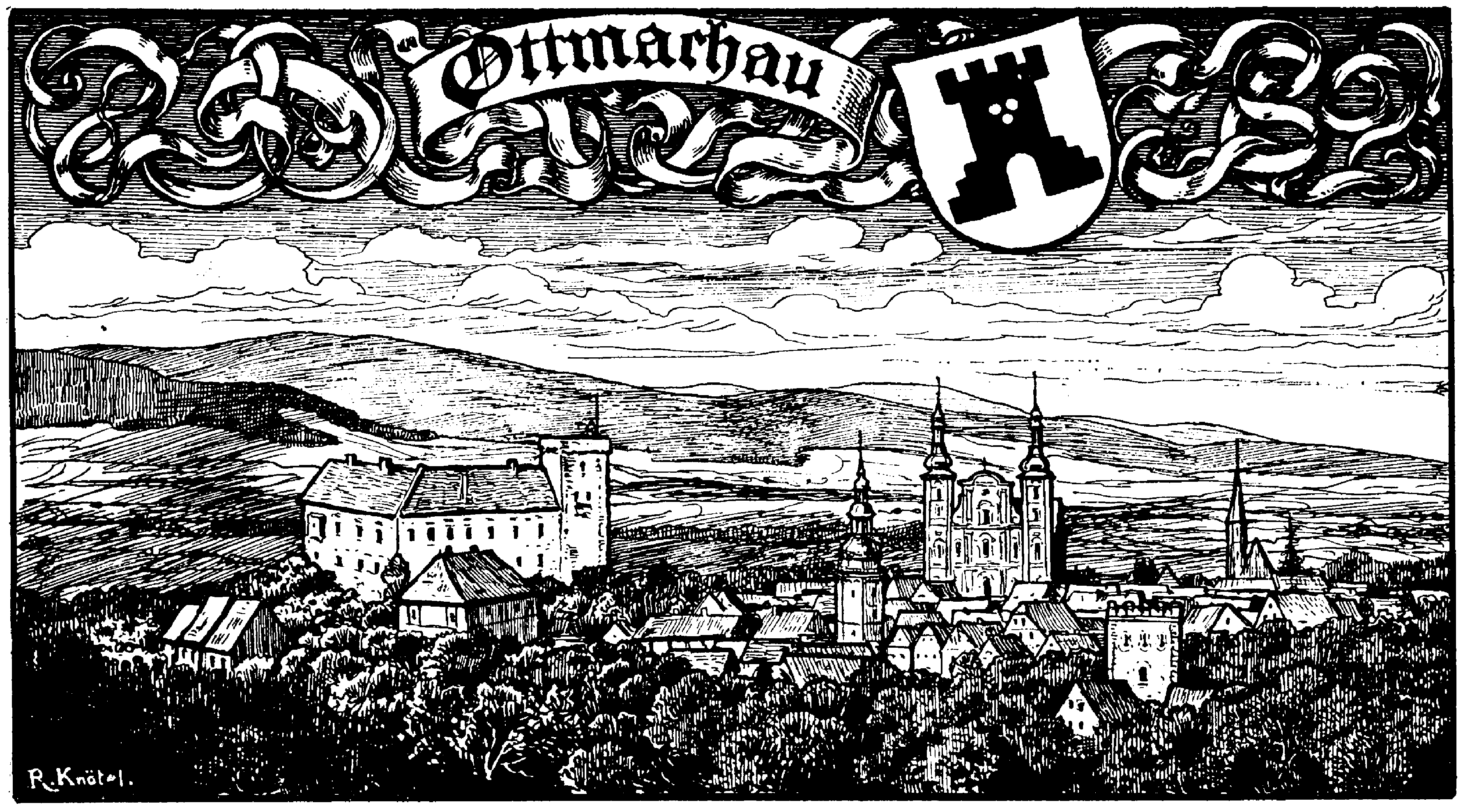
Ottmachau, alte Darstellung von Knötel von 1906

Prachtvollere Zeiten begannen unter dem Breslauer Bischof Andreas von Jerin (1585–1596), der ein Kunstmäzen in Schlesien war. Er wandelte den gesamten mittelalterlichen Bau in ein Renaissanceschloss um. Es gibt noch Sgraffiti und Fensterumrahmungen aus dieser Zeit. Dieser prachtvolle Bau wurde während des Dreißigjährigen Krieges zum Ziel der schwedischen Armee, die nur rauchende Trümmer hinterließ. Auch diesmal erhob sich dank den Breslauer Bischöfen das Schloss wieder aus den Ruinen. Aber nach den Schlesischen Kriegen war es nur noch Verwaltungssitz.
Im 18. Jahrhundert wurden Baumaßnahmen im Barockstil durchgeführt. So erhielt die Stadtseite des Schlosses einen kleinen Vorbau und einer überdachten Treppe, die in den ersten Stock führte. Mit der Säkularisation wurde das bischöfliche Schloss preußischer Staatsbesitz. Das Schloss gehörte zum Vorwerk Ottmachau, auch Klein-Vorwerk genannt, das sich aus einem Rittergut mit dem Schloss und einem Dorf zusammensetzte. Um 1861 hatte das Rittergut eine Flächengröße von 640 Morgen, davon 440 Morgen Ackerland, 50 Morgen Wiesen und 150 Morgen Waldungen, und es wurden 34 Stück Rindvieh und 400 Schafe gehalten.
1820 gelangte das Rittergut Ottmachau mit dem Schloss  und dem zugehörigen Landbesitz an den preußischen Minister Wilhelm von Humboldt, der es als Dotation für seine politischen Verdienste als Diplomat und Minister vom preußischen König Friedrich Wilhelm III. erhielt. Wilhelm von Humboldt beschloss, zur Rettung der Schlossanlage den Südwestflügel abzubrechen und mit diesem Material den Teil des Schlosses wieder aufzubauen, der auch heute noch besteht. Er wurde auch im Inneren umgebaut.
Wegen der Errichtung  des Ottmachauer Staubeckens in den 1920er Jahren verkaufte die Familie von Humboldt das Schloss an die Stadt, da große Teile des zugehörigen Gutsbesitzes im Stausee der Neiße verschwinden mussten, den die Reichswasserstraßenverwaltung angelegt hatte. Die Stadt richtete die Reste des Schlosses bis 1935 für touristische Zwecke ein, denen es noch als Schlosshotel dient.

### Demographie
| Jahr | Einwohnerzahl | Anmerkungen                                                                 |
| ---- | ------------- | --------------------------------------------------------------------------- |
| 1783 | 47            | [ 2 ]                                                                       |
| 1816 | 69            | [ 3 ]                                                                       |
| 1825 | 72            | in zwölf Häusern                                                            |
| 1840 | 87            | in 14 Häusern, sämtliche Einwohner sind Katholiken                          |
| 1852 | 111           | [ 6 ]                                                                       |
| 1855 | 113           | Zivileinwohner                                                              |
| 1861 | 108           | sämtlich Katholiken                                                         |
| 1867 | 32            | am 3. Dezember                                                              |
| 1871 | 24            | am 1. Dezember, in drei Wohngebäuden mit fünf Familien, sämtlich Katholiken |
| 1910 | 165           | am 1. Dezember                                                              |

## Besonderheiten im Inneren des Schlosses

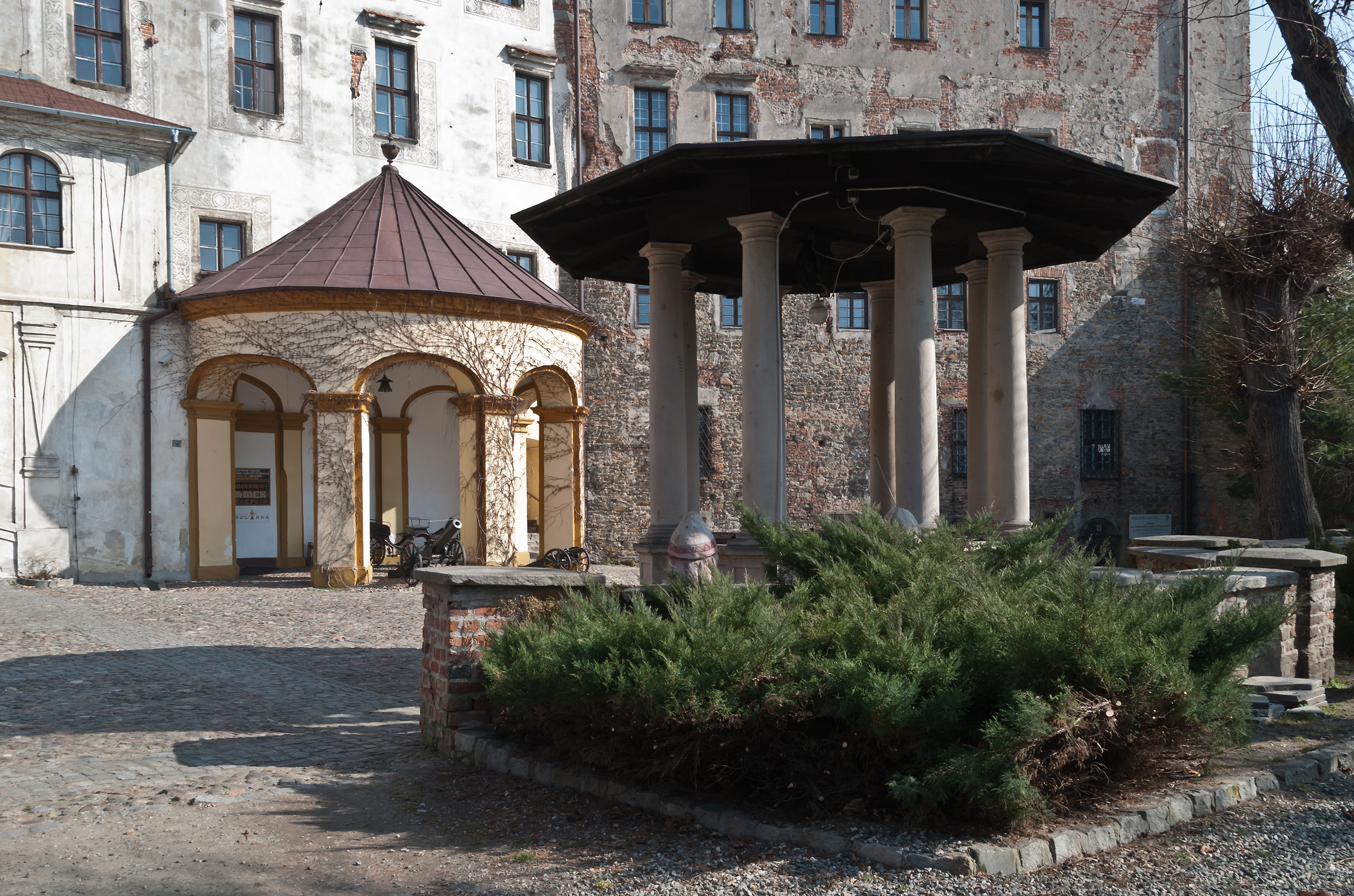
Schlosshof mit Brunnen

Der ursprüngliche Eingang bestand aus drei unauffälligen Treppen und einer kleinen Seitentür. Am Eingang wurden nach alter Tradition die Schlossgäste mit Essen und Trinken begrüßt. Es gibt im Innern eine „Pferdetreppe“, die für die sänftentragenden Diener des kranken Bischofs Philip von Sinzendorf (1732–47) so flach umgebaut worden war. Ein großer Kamin besitzt bewegliche Wände. Eine Nische dahinter soll früher zum Abhören der Gespräche im Rittersaal gedient haben.
Noch spektakulärer sind der „Todessaal“ und die „Versenkung“. Letztere ist ein kleiner Raum für Verurteilte mit beweglicher Falltür im Boden, die in Betrieb gesetzt wurde, als man sich mit den Worten „Geh, du bist frei!“ an den Verurteilten wandte. Er ging in Richtung Tür, trat auf diese Stelle und fiel 20 Meter in die Tiefe, wo sich die Fundamente der Türme befanden und ihm zugespitzte Pfähle keine Überlebungschance ließen. Über der Versenkung soll sich die „Hungerzelle“ mit noch lesbaren Zeichen, Zeichnungen und Buchstaben befinden, die die Verurteilten mit ihren Fingernägeln eingekratzt hatten.

## Schlosspark

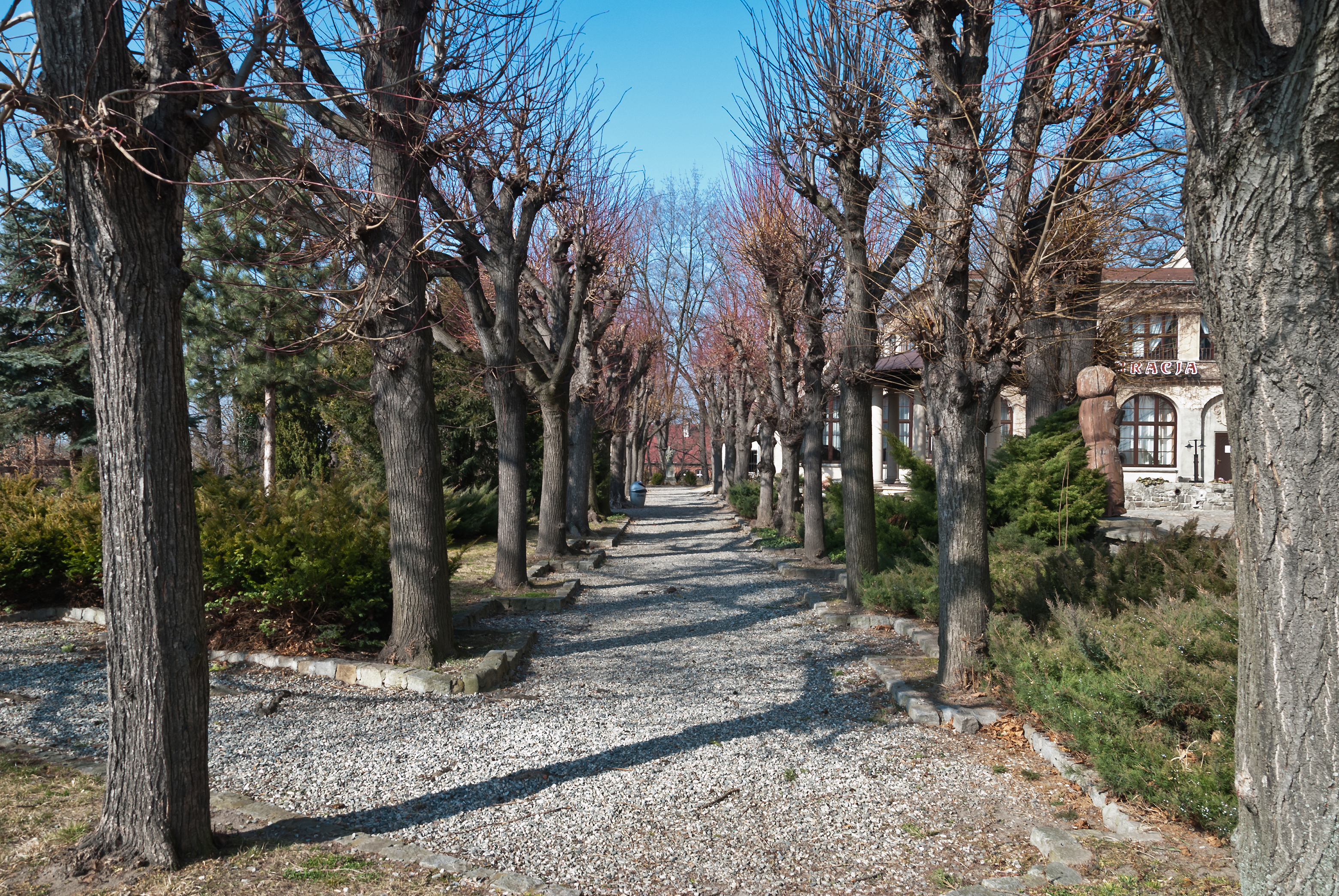
Schlosspark

Auf dem Platz des abgerissenen Flügels entstand ein kleiner Schlosspark. Der Bruder Wilhelms, Alexander von Humboldt, ließ ausländische und seltene Bäume einführen und dort anpflanzen.
Im eigentlichen Schlosspark befinden sich zwei von Michael Klein erbaute barocke Lustschlösser der Breslauer Bischöfe. Das erste ist ein Jagdschloss (1703–1704), das zweite stammt aus den Jahren 1706–1707 und beherbergt heute die Stadtverwaltung von Ottmachau.